# Leptaulax parvus parvus
Leptaulax parvus parvus es una subespecie de coleóptero de la familia Passalidae.

## Distribución geográfica
Habita en Península de Malaca  y Sumatra (Indonesia).